# یوهان تراکسلر
یوهان تراکسلر (آلمانی: Johann Traxler; ۶ فوریهٔ ۱۹۵۹ – ۱۱ اوت ۲۰۱۱) دوچرخه‌سوار اهل اتریش بود.  وی در بازی‌های المپیک تابستانی ۱۹۸۰ و ۱۹۸۴ شرکت کرده است.